# کلودیا ویلیامز
 کلودیا ویلیامز (انگلیسی: Claudia Williams؛ زاده ۲۹ فوریهٔ ۱۹۹۶) یک تنیس‌باز اهل نیوزیلند است.